# Euzko Gaztedi Indarra
Euzko Gaztedi Indarra (en basc: Força Joventut Basca) és l'organització política juvenil del Partit Nacionalista Basc (PNB). Tenen presència arreu del País Basc. Segons els seus estatuts es defineix com una organització basca, democràtica, plural, participativa, independentista i humanista desitjant assolir un marc de respecte a la identitat dels pobles i als drets humans. Lluita per a la recuperació dels drets nacionals del País Basc i reivindica un estat independent dins de la Unió Europea.
Existeixen altres associacions relacionades amb EGI com:
- Lurgorri Ikasle Elkartea, sindicat estudiantil.
- Gogorregi, comparsa bilbaina.
- Gaztetxoak, grup de temps lliure.
- Ausartu Euskaraz, grup cultural.[cal citació]

## Història
Va ser fundada el 14 de febrer de 1904, tres mesos després de la mort de Sabino Arana, fundador del PNB, recollint les seves idees sobre nacionalisme. En un principi va comptar amb uns 400 membres i va destacar com associació juvenil nacionalista fins a la Guerra Civil. Després de la guerra va ser refundada a Veneçuela on va quedar integrada en l'estructura política del partit en l'exterior i sorgeixen les sigles de EGI després d'haver editat la revista Gudari i veure la necessitat de crear una nova organització juvenil. Juan Queralt va ser el creador del logotip d'EGI, prenent com idea el testimoni dels antics gudaris passant a la noves generacions i prenent la torxa del Gernika de Pablo Picasso aquest es va convertir en símbol d'EGI.
A partir d'aquest moment el nombre de militants comença a créixer. Un any després de la vaga de 1952 s'organitza un grup d'estudi universitari amb el nom Ekin ("emprendre" en euskera) a Bilbao. A partir de 1953, i a través del Partit Nacionalista Basc en l'exili, el grup pren contacte amb EGI. És en 1956 quan ambdues associacions es fusionen. No obstant això, en 1958 es comencen a albirar tensions en l'interior de l'associació sent expulsats de EGI els cabecillas de Ekin per qüestions metodològiques i de caràcter ideològic, ja que Ekin era laïcista, d'ideologia marxista-leninista, desitjant a més una estratègia d'acció directa i actuar així com un moviment de resistència basc, en una època en què abundaven les lluites d'alliberament nacional en el Tercer Món, com la Guerra de Vietnam o la descolonització d'Algèria. Ekin es va convertir en ETA el 31 de juliol de 1959, encara que alguns autors assenyalen el mes de desembre de 1958 com la data de la primers escrits en els quals apareix la denominació "ETA". En un principi i durant els seus primers anys les accions d'ETA consistien en la realització de pintades nacionalistes pel que es confonien aquests fets amb les reivindicacions d'EGI, fins que ETA va decidir apostar per la lluita armada.
EGI va seguir realitzant accions reivindicatives nacionalistes com la posada d'una ikurriña en la punta d'una de les torres de la Catedral de Burgos el dia de la Hispanitat de 1960 i la participació en accions conjuntes amb altres associacions nacionalistes juvenils europees. A la fi de la dècada de 1960, el recurs a la violència va començar a obrir-se pas dintre de EGI, així com el seu acostament a la naixent ETA. Així, en 1969, dos dels seus militants, Joaquín Artajo i Alberto Azurmendi, van morir en explotar una bomba que estaven preparant en Utlzama (Navarra), al mateix temps que sorgia un sector de EGI, denominat EGI-Batasuna, procliu als plantejaments etarres. Després de l'abandonament d'ETA dels sectors "espanyolistes", l'acostament va acabar en fusió. EGI-Batasuna estava dirigida per Iñaki Múgica Arregui, Ezkerra, responsable de la col·locació d'una ikurriña a la Catedral de Burgos (ho va intentar dues vegades; en la primera va caure de la torre, fracturant-se les dues cames; en la segona va aconseguir el seu objectiu). Posteriorment, va ser alliberat pel PNB per a organitzar grups d'acció, amb la finalitat de contenir el malestar de les joventuts penebistes davant la inacció del partit. El sector liderat per Ezkerra va confluir amb ETA politicomilitar aportant prop de cinc-cents militants. La fusió va tenir lloc l'Aberri Eguna de 1972, sota les sigles d'ETA.
Després de la mort del dictador en 1975 va aprofitar l'obertura democràtica per a créixer, al costat del partit matriu. En l'actualitat realitza activitats de reivindicatiu i de difusió de la cultura basca. En l'actualitat són membres actius del Consell de la joventut d'Euskadi (EGK) i del Consell de la Joventut d'Euskal Herria (EHGK).

## Organització
Les EGI són l'organització política juvenil amb una presència més important arreu del País Basc. S'organitzen en tres nivells: local, regional, i nacional, i cadascun d'aquests nivells té total autonomia d'actuació. Tots aquests nivells tenen executives.
EGI s'estructura de manera interna de forma gairebé idèntica a EAJ-PNB, sent una organització autònoma dintre del partit, però els seus membres són afiliats entre els 16 i els 30 anys.
L'organització és assembleària i funciona a tres nivells: municipal, regional o territorial i nacional. La implantació social del partit es reforça amb els batzokis, seus socials del PNB. El primer d'ells es va inaugurar el 14 de juliol de 1894 en el casc vell de Bilbao, un any abans de la constitució formal del PNB com a partit. Avui dia hi ha més de 200 batzokis.
L'òrgan executiu del partit, el "Aberri Batzorde", està compost pels secretaris dels Consells Regionals i diversos burukides (membres del consell) avalats per l'assemblea nacional d'entre els triats per les assemblees territorials. Els consells regionals, estan composts pels responsables de cada vall o zona i que es reparteixen les àrees de treball i la secretaria. Les executives tenen mandat per dos anys.
Les "Bilera Nagusiak" (Assemblees generals) són el màxim òrgan de EGI i solen ser cada tres o quatre anys on s'aproven les línies polítiques d'actuació. L'última va ser al desembre de 2004 en Zarautz (Guipúscoa).

## Antics membres[calcitació]
- Iñaki Anasagasti
- Asier Arambarri
- Rikardo Arregi
- Jose Luis Bilbao
- Leire Caritat
- Leire Corrals
- Joseba Egibar
- Elías Gallastegi
- Iñaki Gerenabarrena
- Josu Jon Imaz
- Markel Olano
- Iñigo Urkullu

## Relacions Internacionals[calcitació]
- Unió de Joves (Catalunya)
- Joventut Nacionalista de Catalunya (Catalunya)
- Bloc Jove (País Valencià)
- Galiza Nova (Galícia)

## Actes anuals

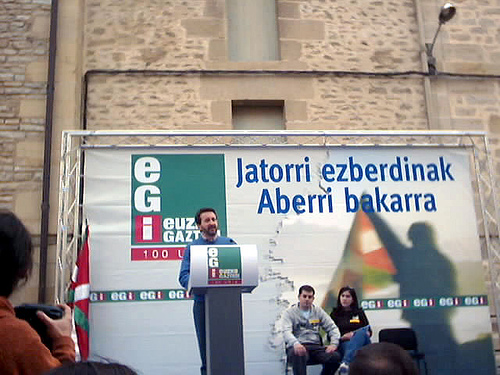
Josu Jon Imaz en un acte del dia de *EGI (*EGI *Eguna) en 2004

Entre els diferents actes que l'organització organitza (xerrades, sortides i excursions, jornades dedicades a diferents temes...), a més de la participació en tots aquells que el PNB realitza, destaquen el EGI eguna (dia de EGI) que consisteix en una acampada el cap de setmana anterior a l'Aberri Eguna, l'acampada del Alderdi *Eguna (dia del partit) i el EGIko Plaça (plaça de EGI) a Biscaia, una jornada on es barreja l'esport, la política i la festa. Durant les festes de Bilbao participen en elles com Gogorregi.

## Últims actes
Al novembre de 2005, i juntament amb altres organitzacions juvenils nacionalistes, entre elles la illegalitzada Segi, van acordar crear un Consell de la Joventut. Udalbiltza i Batasuna van felicitar el pas donat pels joves i van desitjar que puguin donar fruits en el futur.
L'1 d'abril de 2006, EGI va participar en la manifestació de Bilbao convocada per partits i sindicats abertzales i a la qual el PNB no es va sumar a l'entendre que darrere d'ella s'amaga l'objectiu de conformar un pol independentista que sigui alternativa política i social a la formació jeltzale. L'executiva del PNB va reiterar que la seva posició oficial és no assistir-hi. Un acord que es va adoptar per unanimitat de tots els seus membres.
En el 2007 impulsen un programa de participació sobre temes comuns de la joventut (consum responsable de drogues, els joves i el mitjà rural, la participació ciutadana, l'habitatge, l'ocupació...).